# Travaux sur la N89
Albums de Jean-Louis Murat
Morituri
(2016) Il Francese
(2018)
Travaux sur la N89 est un album musical de Jean Louis Murat sorti le 24 novembre 2017 sur le label PIAS.

## Liste des titres de l'album
1. Les Pensées de Pascal – 3'46"
2. Cordes – 2'49"
3. Dis le le – 2'54"
4. Alco – 2'03"
5. Johnny Roide – 2'41"
6. Travaux sur la N89 – 4'02"
7. La vie me va (avec Morgane Imbeaud) – 3'29"
8. Coltrane – 4'39"
9. Alamo  – 1'28"
10. Garçon (avec Morgane Imbeaud) – 2'29"
11. Le Chat – 2'07"
12. Quel est le problème Moïse – 2'17"
13. O sole mio – 1'13"
14. Chanson de Sade – 3'12"

## Musiciens ayant participé à l'album
- Denis Clavaizolle : arrangements, claviers
- Sonia Hizzir
- Matthieu Lopez
- Alain Bonnefont

## Accueil critique
Avec cet album dont la forme a largement surpris la critique, « Murat pratique l’art élégant et périlleux de se mettre en danger » selon Jean-Claude Demari pour RFI musique, tandis que Valérie Lehoux pour Télérama – qui lui accorde seulement ƒƒ – est nettement plus réservée.